# Lycée international Jean-Mermoz
Le lycée international Jean-Mermoz est un établissement scolaire français en Côte d'Ivoire, fondé sous le nom de collège Jean-Mermoz le 4 avril 1961, membre du réseau de la mission laïque française, et situé dans la commune abidjanaise de Cocody. Détruit par des émeutiers de la Fédération estudiantine et scolaire (FESCI) lors des évènements de novembre 2004 de la guerre civile en Côte d'Ivoire, l'établissement a rouvert en septembre 2014.

## Historique
A sa fondation en 1961 par des parents d'élèves français et ivoiriens, le collège est un établissement privé d'enseignement laïc comptant environ 350 élèves répartis dans 11 classes. Les cours comprenaient les cycles primaire et secondaire. Quatre ans plus tard, le nombre d'inscrits est de plus de 600 élèves, répartis dans 31 classes.
À partir des années 1970, le collège est dirigé par Pierre Padovani épaulé par son épouse Geneviève. Il compte alors plus de 900 élèves. En 1975, le collège obtient l'homologation, lui permettant ainsi de prodiguer un enseignement français agréé, conjointement à l'enseignement ivoirien.
L'établissement connait un développement rapide au fil des années, passant de 300 à 2 400 élèves et proposant dès les années 1980 un enseignement allant du primaire à la terminale. Les élèves sont pour 40 % des Français et à peu près autant d'Ivoiriens, surtout des enfants de ministres et d'hommes d'affaires compte tenu du coût de la scolarité.
En 1987, le 25e anniversaire de la première année scolaire de l'établissement est célébré en présence du président Félix Houphouët-Boigny et de son épouse, de membres du gouvernement, des ambassadeurs accrédités en Côte d'Ivoire et de chefs traditionnels.
En 1990, le collège devient un établissement scolaire français à l'étranger grâce à la signature d'une convention bilatérale entre la Côte d'Ivoire et la France. Le 20 mars 1992, Félix Houphouët-Boigny lui octroie le statut de collège international. Le collège est une société de droit ivoirien mais les examens et ses enseignants sont français.
L'établissement est réputé dans toute la région ouest-africaine pour la qualité de son enseignement, et est alors considéré comme l'un des établissements les plus prestigieux de la capitale économique, ayant formé de nombreux cadres ivoiriens,. En 1999, le collège international Jean-Mermoz figurait parmi les 20 meilleurs établissements d’enseignement français au monde en termes de résultats obtenus au baccalauréat français. L'établissement compte alors 2 500 élèves inscrits, de plus de 70 nationalités différentes et répartis dans 85 classes, comprenant tous les cycles de la maternelle à la terminale.

### Traversée de la guerre civile
La fin de l'ère Houphouët-Boigny marque le commencement d'une période difficile pour le collège Jean-Mermoz, dirigé par Geneviève Padovani depuis la mort de son mari en 1998. Le collège doit renforcer sa sécurité à la suite de l'apparition de milices et de mouvement antifrançais.
En janvier 2003, quelques mois après le début de la guerre civile, l'établissement est pillé par les « patriotes » ivoiriens une première fois à l'issue de la signature des accords de Linas-Marcoussis.
En 2004, le collège, un des symboles de la présence française en Côte d'Ivoire, est détruit de fond en comble par des membres de la FESCI venant des cités et du campus de l'université Félix-Houphouët-Boigny proche de l'établissement, à la suite de la destruction de l'aviation militaire ivoirienne en représailles du bombardement de Bouaké.
L'établissement ferme ses portes pour dix ans alors qu'il comptait déjà plus de 3 000 élèves inscrits de plusieurs dizaines de nationalités différentes.

### Réhabilitation et réouverture
À l'issue du conflit, le gouvernement décide de financer entièrement la réhabilitation de ce lycée pour un coût de 9 milliards F CFA (environ 13,5 millions d'euros).
Le site et les bâtiments de l'établissement sont réhabilités dès début 2013, pour une livraison initialement prévue pour la rentrée scolaire 2013-2014 mais finalement reportée à la rentrée suivante. L'établissement est depuis rebaptisé lycée international Jean-Mermoz.

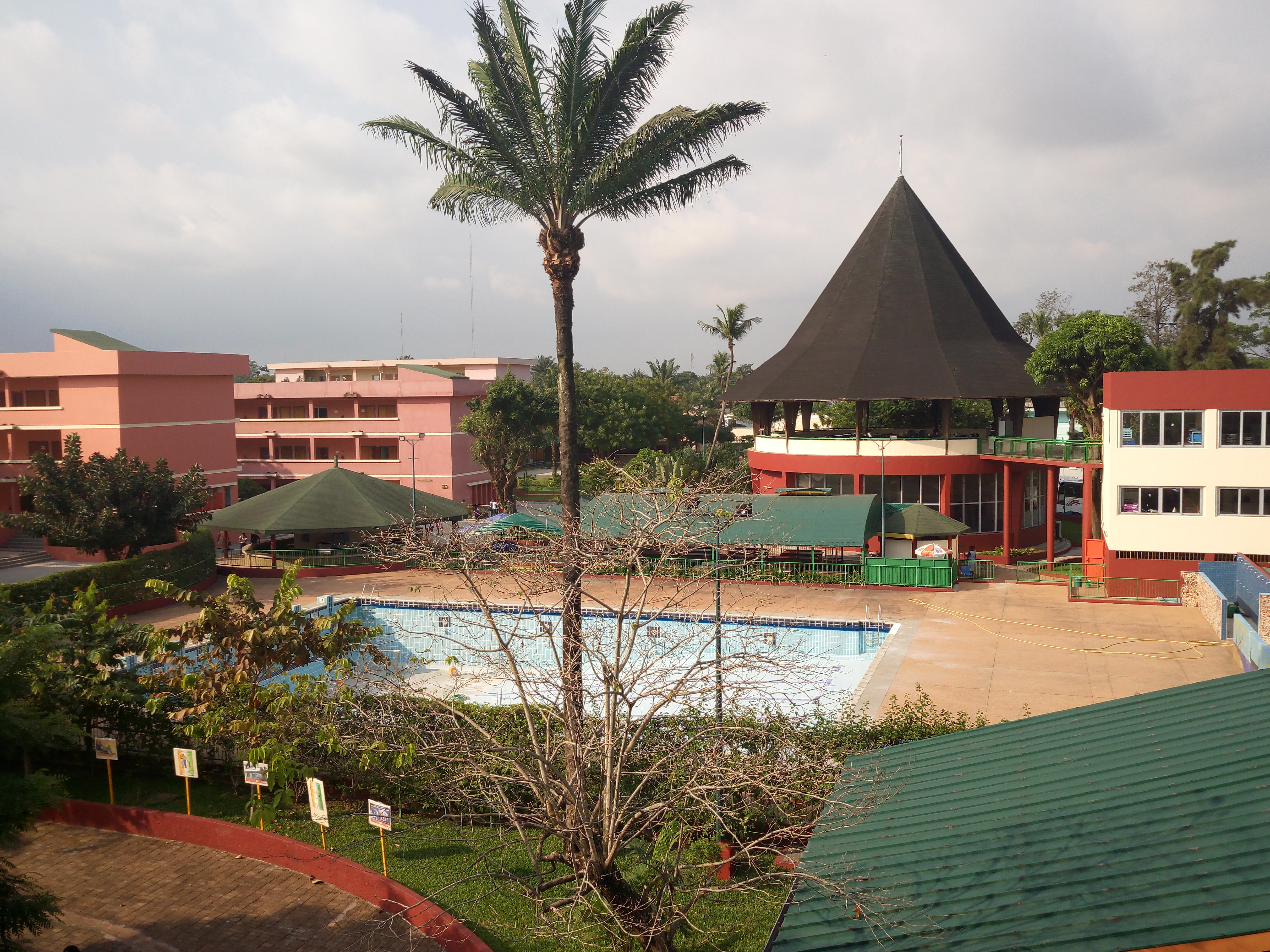
Vue intérieure du lycée Mermoz : piscine, gymnase et cantine

L'établissement a rouvert ses portes le 1er septembre 2014. Désormais, il est géré par la Mission laïque de Côte d’Ivoire (MLCI) créée par la Mission laïque française (MLF).
Dès juin 2015, il est homologué par le ministère français de l'Éducation nationale de la petite section de maternelle à la première. L'année suivante, l'établissement est homologué pour la totalité du cycle secondaire.
Le lycée compte plus de 2 400 élèves à la rentrée 2023.